# ایان راف
ایان راف (انگلیسی: Ian Ruff؛ زادهٔ ۱۶ december ۱۹۴۶ (۷۸ سال)) قایقران قایق بادبانی اهل استرالیا است.